# Yasemin Yazıcı
Yasemin Yazıcı (* 8. September 1997 in Istanbul) ist eine türkische Schauspielerin.

## Leben und Karriere
Yazıcı wurde am 8. September 1997 in İstanbul geboren. Sie studierte an der London School of Economics and Political Science. Ihr Debüt gab sie 2021 in der Fernsehserie Son Yaz. Außerdem spielte sie in den Theaterstücken Kral Oidipus, Antigone, Bir Yaz Gecesi Rüyası, Lysistrata, Faust, Hugo Sistemi und Ayrılma mit. 2022 trat sie in dem Film Aşk Taktikleri auf. Im selben Jahr spielte sie in der Serie Kara Tahta die Hauptrolle.

## Filmografie
- 2021: Son Yaz (Serie, 26 Episoden)
- 2022: Aşk Taktikleri (Film)
- 2022: Kara Tahta (Serie, 20 Episoden)

## Theater
- 2017: Kral Oidipus
- 2017: Antigone
- 2018: Bir Yaz Gecesi Rüyası
- 2018: Lysistrata
- 2018: Faust
- 2019: Hugo Sistemi
- 2020: Ayrılma

## Auszeichnungen

### Gewonnen
- 2021: Moon Life Ödülleri in der Kategorie „Beste Nebendarstellerin“[3]